# Szarvas-hegy (Budapest)
A Szarvas-hegy egy 356 méter magas hegy a Budai-hegység legészakibb részén, a hármashatár-hegyi hegytömbben, Budapest II. kerülete és Solymár közigazgatási határán.

## Fekvése
A Budai-hegység hármashatár-hegyi hegytömbjének nyugati felében található, a névadó Hármashatár-hegytől és a Csúcs-hegytől nyugatra, a Kálvária-hegytől, a Felső-patak-hegytől és a Les-hegytől viszont már keletebbre.
Gerince nagyjából kelet-nyugati irányban húzódik, északi, sűrűn beerdősült, meredek lejtője a Solymári-völgyre fut le, déli lejtőire majdnem a gerinc vonaláig felfutnak Gercse és Pesthidegkút-Ófalu külterületi üdülőtelkei. Az északi lejtőire hulló csapadékvizeket az Aranyhegyi-patak vezeti el, míg a déli lejtőinek vizeit a Paprikás-patak gyűjti össze.

## Megközelítése
A Szarvas-hegy közösségi közlekedéssel legegyszerűbben az 57-es és 64-es buszcsalád járatainak Községház utca megállója felől közelíthető meg, de elérhető jelzett turistautakon a 10-es főúton közlekedő BKK- és Volánbusz-járatok Solymár, téglagyári bekötőút megállójától is. A hegy területét több turistaút és kirándulási útvonal is érinti.